# Vicomté de Tulle
La vicomté de Tulle est formée au Xe siècle par les comtes de Poitiers, récents conquérants du comté de Limoges. Ils démembrent leur conquête en deux circonscriptions, la vicomté de Limoges, et celle de Tulle.
La vicomté est d'abord appelée vicomté des Échelles, en référence à l'emplacement du château du titulaire du bénéfice, situé sur une hauteur dominant le bourg de Tulle nommée les Échelles.